# Yaqoub Al-Taher
Yaqoub Abdullah Al-Taher (Kuwait City, 27 ottobre 1983) è un calciatore kuwaitiano, difensore dell'Al-Kuwait.

## Caratteristiche tecniche
È un difensore centrale, ma può giocare anche come terzino destro.

## Carriera

### Club
Comincia a giocare all'Al Yarmouk. Nel 2003 viene acquistato dall'Al Kuwait. Nel gennaio 2009 viene ceduto in prestito in Arabia Saudita, all'Al-Ettifaq. Nell'estate 2009 torna all'Al Kuwait.

### Nazionale
Ha debuttato in Nazionale nel 2003. Ha partecipato, con la Nazionale, alla Coppa d'Asia 2004 e alla Coppa d'Asia 2011. Ha collezionato in totale, con la maglia della Nazionale, 76 presenze.